# エリス・パチェコ
エリス・パチェコ・バレラ（Enis Pacheco Barrera、1988年3月29日 - ）は、コロンビアの女子プロボクサー。コルドバ県プエルト・エスコンディード出身。第2代WBO女子世界ライト級王者。

## 来歴
2010年4月24日、コルドバ県プエルト・エスコンディードでマリエラ・ゲレロとデビュー戦を行い、3回TKO勝ちを収めデビュー戦を白星で飾った。
2011年9月30日、ブエノスアイレスでWBO女子世界スーパーライト級王者フェルナンダ・アレグレと対戦しプロ初黒星となる10回0-3（93-98、2者が91-99）の判定負けを喫し王座獲得に失敗した。
2012年3月16日、バランキージャのコリセオ・クビエルト・エリアス・チェグウィンでドゥダ・ヤンコビッチとWBO女子世界ライト級王座決定戦を行い、10回3-0（3者とも95-94）の判定勝ちを収め王座獲得に成功した。 
2012年6月15日、バランキージャのコリセオ・クビエルト・エリアス・チェグウィンでアナ・エステチェと対戦し、2-0（97-93、95-95、96-95）の判定勝ちを収め初防衛に成功した。 
2012年10月20日、バランキージャのコリセオ・クビエルト・エリアス・チェグウィンでアナ・エステチェと対戦し、4ヵ月ぶりの再戦で1-1（93-97、96-94、95-95）の判定で引き分けたが2度目の防衛に成功した。 
2013年6月14日、ブエノスアイレス州ラス・フロレスでマリア・エレナ・マデルナと対戦し、10回0-2（90-98、91-97、94-94）の判定負けを喫し3度目の防衛に失敗し王座から陥落した。
2014年11月29日、コルドバ県モンテリバノでパオラ・ロハスとノンタイトル6回戦を行い、 3-0（59-55、2者が60-54）の判定勝ちを収め再起を果たした。
2015年2月6日、コルドバ県セレテーでアンジー・バルカとノンタイトル8回戦を行い、3-0（80-72、78-74、79-73）の判定勝ちを収めた。 

## 戦績
- 16戦　12勝（7KO）2敗　2分

## 獲得タイトル
- 第2代WBO女子世界ライト級王座